# 301 f.Kr.

## Händelser

### Efter plats

#### Mindre Asien
- I slaget vid Ipsos i Frygien blir Antigonos (härskaren över Syrien, Mindre Asien, Fenicien och Judéen) och hans son Demetrios Poliorketes arméer besegrade av Lysimachos och Seleukos styrkor, varvid Antigonos stupar i slaget.
- Genom att Antigonos besegras och dödas kan Kassander säkra sin kontroll över Makedonien. Genom denna seger kan Lysimachos lägga större delen av Mindre Asien till sina europeiska besittningar medan Seleukos nu kontrollerar det mesta av Syrien. Demetrios lyckas dock behålla fotfästet i Grekland.

#### Seleukiderriket
- Södra delen av Syrien ockuperas av Ptolemaios.

## Avlidna
- Antigonos I Monofthalmos, makedonisk general under Alexander den store, grundare och den förste kungen av den makedoniska antigonidiska dynastin (född 382 f.Kr.)